# Cal Mateu (Sora)
Cal Mateu és una masia de Sora (Osona) inclosa a l'Inventari del Patrimoni Arquitectònic de Catalunya.

## Descripció
Casa de planta rectangular, de petites dimensions, amb coberta a doble vessant. Les parets són de pedres irregulars amb molt de morter a la part inferior i poc a les parts elevades del mur. Els muntants de les portes i finestres presenten grans pedres ben treballades i llindes a totes elles. Actualment s'utilitzen com a granja i els seus camps són conreats. La casa, però presenta un deficient estat de conservació.